# Windows Defender
Windows Defender, cunoscut ca Microsoft AntiSpyware, este un produs software al companiei americane Microsoft folosit pentru a preveni, șterge și izola spywareul pentru Microsoft Windows. Este inclus implicit în Windows Vista și Windows 7 și este disponibil pentru descărcare gratuită pentru Windows XP și Windows Server 2003.
În iunie 2003 Microsoft a achiziționat softul antivirus RAV (Reliable Antivirus) proiectat de firma românească GeCAD.
Cunoscut inițial ca Romanian Antivirus, acesta și-a schimbat numele la scurt timp după preluarea de către Microsoft în Reliable Antivirus înainte de a dispărea complet prin integrarea în Windows Defender.